# Orquestra Simfònica de l'NBC
L'Orquestra Simfònica de l'NBC va ser una orquestra de difusió nord-americana fundada específicament per la NBC per al director Arturo Toscanini.

## Història
David Sarnoff, director general de RCA durant molt de temps, va ser contractat per crear-lo el 1937 i l'orquestra va ser dirigida inicialment per Artur Rodziński. El dia de Nadal de 1937, Toscanini va agafar les regnes per primera vegada en un concert de ràdio de l'Estudi 8H, que més tard es va fer conegut per la seva acústica pobre i extremadament seca. A més de noves emissions setmanals, a partir de 1948 també es van fer concerts televisius. A més, la majoria dels enregistraments de Toscanini es van fer amb l'Orquestra Simfònica de la NBC. Però altres directors coneguts de l'època també estaven contractats com a directors convidats. El 1940 l'orquestra va fer una gira per Amèrica del Sud i el 1950 pels EUA. General Motors i altres companyies van aparèixer com a patrocinadors.
Sobretot entre els intèrprets de corda hi havia molts músics que també van tenir carrera en solitari, com Daniel Guilet i Bernard Greenhouse (tots dos també "Beaux Arts Trio"), Leonard Rose, Oscar Shumsky, Josef Gingold, William Primrose i Milton Katims, i també el pianista Earl Wild.
A la primavera de 1954, Toscanini es va retirar de la música per motius de salut (amb prou feines podia veure), després de la qual cosa la NBC va dissoldre l'Orquestra Simfònica de la NBC, per a lament de Toscanini.

## Refundada com a Simfonia de l'Éter
Alguns membres van canviar a altres orquestres, però la majoria van fundar la Simfonia de l'Aire (traduït: "Rundfunkorchester").
El primer concert va tenir lloc a la tardor de 1954, sense director. Leonard Bernstein va dirigir la primera temporada. L'any 1955, Leopold Stokowski va assumir el càrrec de director musical i el va dirigir fins al 1963. Durant aquest temps, es van fer nombrosos enregistraments amb els coneguts directors nord-americans de l'època.
Després de la jubilació de Stokowski, l'orquestra es va dissoldre el 1963.